# Seznam dílů seriálu Herkules
Toto je seznam dílů seriálu Herkules. Americký fantasy seriál Herkules byl premiérově vysílán v letech 1995–1999 v syndikaci, celkem vzniklo 111 dílů rozdělených do pěti řad. Ještě před samotným seriálem bylo v roce 1994 natočeno pět televizních filmů, které sloužily jako pilotní řada.

## Přehled řad
| Řada  | Díly | Premiéra v USA | Premiéra v USA     | Premiéra v ČR     | Premiéra v ČR     |
| Řada  | Díly | První díl      | Poslední díl       | První díl         | Poslední díl      |
| ----- | ---- | -------------- | ------------------ | ----------------- | ----------------- |
| filmy | 5    | 25. dubna 1994 | 14. listopadu 1994 | 9. března 1997    | 31. března 1997   |
| 1     | 13   | 16. ledna 1995 | 8. května 1995     | 1. dubna 1997     | 29. dubna 1997    |
| 2     | 24   | 4. září 1995   | 24. června 1996    | 30. dubna 1997    | 2. července 1997  |
| 3     | 22   | 30. září 1996  | 12. května 1997    | 17. prosince 1997 | 29. ledna 1998    |
| 4     | 22   | 29. září 1997  | 11. května 1998    | 9. ledna 1999     | 21. března 1999   |
| 5     | 22   | 28. září 1998  | 17. května 1999    | 4. března 2000    | 29. července 2000 |
| 6     | 8    | 27. září 1999  | 22. listopadu 1999 | 21. ledna 2001    | 17. února 2001    |

## Seznam dílů
V Česku byly filmy a první až třetí řada seriálu uvedeny s díly seřazenými dle produkčního pořadí. Několik dílů ve druhé však v českém vysílání tomuto řazení neodpovídá. Čtvrtá řada byla v Česku uvedena chaoticky.

### Televizní filmy (1994)
| Č. filmu | Původní název                        | Český název                      | Režie           | Scénář                                        | Premiéra v USA     | Premiéra v ČR   |
| -------- | ------------------------------------ | -------------------------------- | --------------- | --------------------------------------------- | ------------------ | --------------- |
| 1        | Hercules and the Amazon Women        | Herkules a Amazonky              | Bill L. Norton  | Julie Selbo, Andrew Dettmann a Daniel Truly   | 25. dubna 1994     | 16. března 1997 |
| 2        | Hercules and the Lost Kingdom        | Herkules a ztracené království   | Harley Cokeliss | Christian Williams                            | 2. května 1994     | 9. března 1997  |
| 3        | Hercules and the Circle of Fire      | Herkules a ohnivý kruh           | Doug Lefler     | Barry Pullman, Andrew Dettmann a Daniel Truly | 31. října 1994     | 23. března 1997 |
| 4        | Hercules in the Underworld           | Herkules v podsvětí              | Bill L. Norton  | Andrew Dettmann a Daniel Truly                | 7. listopadu 1994  | 30. března 1997 |
| 5        | Hercules in the Maze of the Minotaur | Herkules v Minotaurově labyrintu | Josh Becker     | Andrew Dettmann a Daniel Truly                | 14. listopadu 1994 | 31. března 1997 |

### První řada (1995)
| Č. v seriálu | Č. v řadě | Původní název              | Český název          | Režie             | Scénář                         | Premiéra v USA  | Premiéra v ČR  | Prod. kód |
| ------------ | --------- | -------------------------- | -------------------- | ----------------- | ------------------------------ | --------------- | -------------- | --------- |
| 1            | 1         | The Wrong Path             | Špatná cesta         | Doug Lefler       | John Schulian                  | 16. ledna 1995  | 1. dubna 1997  | 76601     |
| 2            | 2         | Eye of the Beholder        | Oko pozorovatele     | John T. Kretchmer | John Schulian                  | 23. ledna 1995  | 9. dubna 1997  | 76605     |
| 3            | 3         | The Road to Calydon        | Cesta do Calydonu    | Doug Lefler       | Andrew Dettmann a Daniel Truly | 30. ledna 1995  | 2. dubna 1997  | 76602     |
| 4            | 4         | The Festival of Dionysus   | Dionýsovy slavnosti  | Peter Ellis       | Andrew Dettmann a Daniel Truly | 6. února 1995   | 17. dubna 1997 | 76609     |
| 5            | 5         | Ares                       | Áres                 | Harley Cokeliss   | Steve Roberts                  | 13. února 1995  | 3. dubna 1997  | 76603     |
| 6            | 6         | As Darkness Falls          | Když padá tma        | George Mendeluk   | Robert Bielak                  | 20. února 1995  | 15. dubna 1997 | 76607     |
| 7            | 7         | Pride Comes Before a Brawl | Pýcha předchází svár | Peter Ellis       | Steve Roberts                  | 27. února 1995  | 8. dubna 1997  | 76604     |
| 8            | 8         | The March to Freedom       | Pochod ke svobodě    | Harley Cokeliss   | Adam Armus a Kay Foster        | 6. března 1995  | 10. dubna 1997 | 76606     |
| 9            | 9         | The Warrior Princess       | Princezna bojovnice  | Bruce Seth Green  | John Schulian                  | 13. března 1995 | 16. dubna 1997 | 76608     |
| 10           | 10        | Gladiator                  | Gladiátor            | Garth Maxwell     | Robert Bielak                  | 20. března 1995 | 23. dubna 1997 | 76611     |
| 11           | 11        | The Vanishing Dead         | Mizející mrtví       | Bruce Campbell    | Andrew Dettmann a Daniel Truly | 24. dubna 1995  | 22. dubna 1997 | 76610     |
| 12           | 12        | The Gauntlet               | Ulička               | Jack Perez        | Peter Bielak                   | 1. května 1995  | 24. dubna 1997 | 76612     |
| 13           | 13        | Unchained Heart            | Vysvobozené srdce    | Bruce Seth Green  | John Schulian                  | 8. května 1995  | 29. dubna 1997 | 76613     |

### Druhá řada (1995–1996)
| Č. v seriálu | Č. v řadě | Původní název              | Český název                 | Režie             | Scénář                                                                                 | Premiéra v USA     | Premiéra v ČR    | Prod. kód |
| ------------ | --------- | -------------------------- | --------------------------- | ----------------- | -------------------------------------------------------------------------------------- | ------------------ | ---------------- | --------- |
| 14           | 1         | The King of Thieves        | Král zlodějů                | Doug Lefler       | Doug Lefler                                                                            | 4. září 1995       | 27. května 1997  | 876807    |
| 15           | 2         | All That Glitters          | Není všechno zlato          | Garth Maxwell     | Craig Volk                                                                             | 11. září 1995      | 20. května 1997  | 876805    |
| 16           | 3         | What's in a Name?          | Co po jméně?                | Bruce Campbell    | Michael Marks                                                                          | 18. září 1995      | 7. května 1997   | 876803    |
| 17           | 4         | Siege at Naxos             | Obléhání na Naxu            | Stephen L. Posey  | Darrell Fetty                                                                          | 25. září 1995      | 7. srpna 1998    | 876810    |
| 18           | 5         | Outcast                    | Vyvrženi                    | Bruce Seth Green  | Robert Bielak                                                                          | 2. října 1995      | 30. dubna 1997   | 876801    |
| 19           | 6         | Under the Broken Sky       | Nebe se zhroutilo           | James A. Contner  | John Schulian                                                                          | 9. října 1995      | 28. května 1997  | 876811    |
| 20           | 7         | The Mother of All Monsters | Matka všech nestvůr         | Bruce Seth Green  | John Schulian                                                                          | 16. října 1995     | 22. května 1997  | 876806    |
| 21           | 8         | The Other Side             | Podsvětí                    | George Mendeluk   | Robert Bielak                                                                          | 30. října 1995     | 6. května 1997   | 876802    |
| 22           | 9         | The Fire Down Below        | Oheň pod zemí               | Timothy Bond      | námět: John Schulian scénář: Scott Smith Miller                                        | 6. listopadu 1995  | 15. května 1997  | 876804    |
| 23           | 10        | Cast a Giant Shadow        | Vrhnout obří stín           | John T. Kretchmer | John Schulian                                                                          | 13. listopadu 1995 | 5. června 1997   | 876813    |
| 24           | 11        | Highway to Hades           | Cesta k Hádovi              | T. J. Scott       | Robert Bielak                                                                          | 20. listopadu 1995 | 4. června 1997   | 876814    |
| 25           | 12        | The Sword of Veracity      | Meč pravdy                  | Steven Baum       | Garth Maxwell                                                                          | 8. ledna 1996      | 11. června 1997  | 876817    |
| 26           | 13        | The Enforcer               | Vykonavatelka               | T. J. Scott       | Nelson Costello                                                                        | 15. ledna 1996     | 10. června 1997  | 876815    |
| 27           | 14        | Once a Hero                | Bývalý hrdina               | Rob Tapert        | námět: Rob Tapert, Robert Bielak a John Schulian scénář: John Schulian a Robert Bielak | 29. ledna 1996     | 12. června 1997  | 876818    |
| 28           | 15        | Heedless Hearts            | Srdci neporučíš             | Peter Ellis       | Robert Bielak                                                                          | 5. února 1996      | 18. června 1997  | 876819    |
| 29           | 16        | Let the Games Begin        | Ať začnou hry!              | Gus Trikonis      | John Schulian                                                                          | 12. února 1996     | 29. května 1997  | 876808    |
| 30           | 17        | The Apple                  |                             | Kevin Sorbo       | Steven Baum                                                                            | 19. února 1996     | 17. června 1997  | 876824    |
| 31           | 18        | Promises                   | Sliby                       | Stewart Main      | Michael Marks                                                                          | 4. března 1996     | 3. června 1997   | 876809    |
| 32           | 19        | King for a Day             | Jeden den králem            | Anson Williams    | Patricia Manney                                                                        | 18. března 1996    | 11. června 1997  | 876816    |
| 33           | 20        | Protean Challenge          | Próteovský problém          | Oley Sassone      | Brian Herskowitz                                                                       | 22. dubna 1996     | 2. července 1997 | 876825    |
| 34           | 21        | The Wedding of Alcmene     | Alkménina svatba            | Timothy Bond      | John Schulian                                                                          | 29. dubna 1996     | 24. června 1997  | 876822    |
| 35           | 22        | The Power                  | Moc                         | Charlie Haskell   | Nelson Costello                                                                        | 6. května 1996     | 1. července 1997 | 876823    |
| 36           | 23        | Centaur Mentor Journey     | Cesta za kentaurem učitelem | Stephen L. Posey  | Robert Bielak                                                                          | 13. května 1996    | 23. června 1997  | 876821    |
| 37           | 24        | The Cave of Echoes         | Jeskyně ozvěn               | Gus Trikonis      | John Schulian a Robert Bielak                                                          | 24. června 1996    | 19. června 1997  | 876820    |

### Třetí řada (1996–1997)
| Č. v seriálu | Č. v řadě | Původní název                      | Český název             | Režie               | Scénář                                                        | Premiéra v USA     | Premiéra v ČR     | Prod. kód |
| ------------ | --------- | ---------------------------------- | ----------------------- | ------------------- | ------------------------------------------------------------- | ------------------ | ----------------- | --------- |
| 38           | 1         | Mercenary                          | Žoldnéř                 | Michael Hurst       | Robert Bielak                                                 | 30. září 1996      | 18. prosince 1997 | V0102     |
| 39           | 2         | Doomsday                           |                         | Michael Lange       | Brian Herskowitz                                              | 7. října 1996      | 23. prosince 1997 | V0105     |
| 40           | 3         | Love Takes a Holiday               | Láska má volno          | Charlie Haskell     | Noreen Tobin a Gene F. O'Neill                                | 14. října 1996     | 13. ledna 1998    | V0113     |
| 41           | 4         | Mummy Dearest                      | Nejdražší mumie         | Anson Williams      | Melissa Rosenberg                                             | 21. října 1996     | 5. ledna 1998     | V0108     |
| 42           | 5         | Not Fade Away                      |                         | T. J. Scott         | John Schulian                                                 | 28. října 1996     | 29. prosince 1997 | V0106     |
| 43           | 6         | Monster Child in the Promised Land |                         | John T. Kretchmer   | John Schulian                                                 | 4. listopadu 1996  | 17. prosince 1997 | V0101     |
| 44           | 7         | The Green-Eyed Monster             | Zelenooký netvor        | Chuck Braverman     | Steven Baum                                                   | 11. listopadu 1996 | 22. prosince 1997 | V0103     |
| 45           | 8         | Prince Hercules                    | Princ Herkules          | Charles Siebert     | námět: Brad Carpenter scénář: Robert Bielak                   | 18. listopadu 1996 | 6. ledna 1998     | V0110     |
| 46           | 9         | A Star to Guide Them               | Hvězda, která je povede | Michael Levine      | námět: John Schulian scénář: Brian Herskowitz a John Schulian | 9. prosince 1996   | 7. ledna 1998     | V0111     |
| 47           | 10        | The Lady and the Dragon            | Dáma a drak             | Oley Sassone        | Michael Berlin a Eric Estrin                                  | 13. ledna 1997     | 30. prosince 1997 | V0107     |
| 48           | 11        | Long Live the King                 |                         | Timothy Bond        | námět: Patricia Manney scénář: Sonny Gordon                   | 20. ledna 1997     | 14. ledna 1998    | V0114     |
| 49           | 12        | Surprise                           |                         | Oley Sassone        | Alex Kurtzman                                                 | 27. ledna 1997     | 19. ledna 1998    | V0117     |
| 50           | 13        | Encounter                          |                         | Charlie Haskell     | Jerry Patrick Brown                                           | 3. února 1997      | 20. ledna 1998    | V0119     |
| 51           | 14        | When a Man Loves a Woman           | Když muž miluje ženu    | Charlie Haskell     | Noreen Tobin a Gene F. O'Neill                                | 10. února 1997     | 15. ledna 1998    | V0116     |
| 52           | 15        | Judgment Day                       | Soudný den              | Gus Trikonis        | Robert Bielak                                                 | 17. února 1997     | 21. ledna 1998    | V0120     |
| 53           | 16        | The Lost City                      | Ztracené město          | Charlie Haskell     | námět: Robert Bielak a Liz Friedman scénář: Robert Bielak     | 24. února 1997     | 8. ledna 1998     | V0109     |
| 54           | 17        | Les Contemptibles                  |                         | Charlie Haskell     | Brian Herskowitz                                              | 7. dubna 1997      | 26. ledna 1998    | V0122     |
| 55           | 18        | Reign of Terror                    | Hrůzovláda              | Rodney Charters     | John Kirk                                                     | 14. dubna 1997     | 12. ledna 1998    | V0112     |
| 56           | 19        | The End of the Beginning           |                         | James Whitmore, Jr. | Paul Robert Coyle                                             | 21. dubna 1997     | 27. ledna 1998    | V0124     |
| 57           | 20        | War Bride                          | Válečná nevěsta         | Kevin Sorbo         | Adam Armus a Kay Foster                                       | 28. dubna 1997     | 28. ledna 1998    | V0126     |
| 58           | 21        | A Rock and a Hard Place            | Kámen a těžká situace   | Robert Trebor       | Alex Kurtzman a Roberto Orci                                  | 5. května 1997     | 29. ledna 1998    | V0128     |
| 59           | 22        | Atlantis                           | Atlantis                | Gus Trikonis        | Roberto Orci a Alex Kurtzman                                  | 12. května 1997    | 22. ledna 1998    | V0121     |

### Čtvrtá řada (1997–1998)
Díly „Two Men and a Baby“ a „Prodigal Sister“ byly natočeny během produkce třetí řady, pro kterou byly původně určeny. Protože nadřízení nepovolili producentům 24 dílů na jednu sezónu, byly přeřazeny do čtvrté řady. Odlišují se produkčními kódy začínajícími na „V01“.
| Č. v seriálu | Č. v řadě | Původní název                      | Český název                      | Režie              | Scénář                                                                   | Premiéra v USA     | Premiéra v ČR   | Prod. kód |
| ------------ | --------- | ---------------------------------- | -------------------------------- | ------------------ | ------------------------------------------------------------------------ | ------------------ | --------------- | --------- |
| 60           | 1         | Beanstalks and Bad Eggs            | Fazole a divoká vejce            | John T. Kretchmer  | Melissa Rosenberg                                                        | 29. září 1997      | 17. ledna 1999  | V0304     |
| 61           | 2         | Hero's Heart                       |                                  | Philip Sgriccia    | Jerry Patrick Brown                                                      | 6. října 1997      | 24. ledna 1999  | V0305     |
| 62           | 3         | Regrets… I've Had a Few            |                                  | Gus Trikonis       | Paul Robert Coyle                                                        | 13. října 1997     | 7. února 1999   | V0309     |
| 63           | 4         | Web of Desire                      | Pavučina touhy                   | Michael Levine     | Roberto Orci a Alex Kurtzman                                             | 20. října 1997     | 31. ledna 1999  | V0301     |
| 64           | 5         | Stranger in a Strange World        | Cizí v cizím těle                | Michael Levine     | Paul Robert Coyle                                                        | 27. října 1997     | 23. ledna 1999  | V0302     |
| 65           | 6         | Two Men and a Baby                 |                                  | Christopher Graves | námět: Kevin Sorbo scénář: John Hudock                                   | 3. listopadu 1997  | 9. ledna 1999   | V0123     |
| 66           | 7         | Prodigal Sister                    |                                  | Gary Jones         | Robert Blielak                                                           | 10. listopadu 1997 | nebylo vysíláno | V0125     |
| 67           | 8         | …and Fancy Free                    | …a nezadaná                      | Michael Hurst      | Alex Kurtzman a Roberto Orci                                             | 17. listopadu 1997 | 30. ledna 1999  | V0307     |
| 68           | 9         | If I Had a Hammer…                 | Kdybych měla kladivo             | Steve Polivka      | Paul Robert Coyle                                                        | 12. ledna 1998     | 16. ledna 1999  | V0303     |
| 69           | 10        | Hercules on Trial                  | Herkules před soudem             | John Laing         | Robert Bielak                                                            | 19. ledna 1998     | 6. února 1999   | V0306     |
| 70           | 11        | Medea Culpa                        | Medea Culpa                      | Charles Siebert    | námět: Robert Bielak scénář: Robert Bielak, Alex Kurtzman a Roberto Orci | 26. ledna 1998     | 13. února 1999  | V0315     |
| 71           | 12        | Men in Pink                        | Muži v růžovém                   | Alan J. Levi       | Alex Kurtzman a Roberto Orci                                             | 2. února 1998      | 20. února 1999  | V0317     |
| 72           | 13        | Armageddon Now (Part 1)            | Je tu armagedon (1. část)        | Mark Beesley       | Paul Robert Coyle                                                        | 9. února 1998      | 6. března 1999  | V0319     |
| 73           | 14        | Armageddon Now (Part 2)            | Je tu armagedon (2. část)        | Mark Beesley       | námět: Paul Robert Coyle scénář: Gene F. O'Neill a Noreen V. Tobin       | 16. února 1998     | 7. března 1999  | V0320     |
| 74           | 15        | Yes, Virginia, There Is a Hercules | Ano, Virginie, Herkules existuje | Christopher Graves | Alex Kurtzman a Roberto Orci                                             | 23. února 1998     | 21. února 1999  | V0318     |
| 75           | 16        | Porkules                           | Porkules                         | Christopher Graves | Alex Kurtzman a Roberto Orci                                             | 16. března 1998    | 28. února 1999  | V0322     |
| 76           | 17        | One Fowl Day                       | Jeden slepičí den                | Michael Hurst      | Adam Armus a Kay Foster                                                  | 23. března 1998    | 14. února 1999  | V0314     |
| 77           | 18        | My Fair Cupcake                    | Má krásná pusinka                | Rick Jacobson      | Gene F. O'Neill a Noreen V. Tobin                                        | 13. dubna 1998     | 13. března 1999 | V0324     |
| 78           | 19        | War Wounds                         | Válečné rány                     | John Mahaffie      | Paul Robert Coyle                                                        | 20. dubna 1998     | 14. března 1999 | V0308     |
| 79           | 20        | Twilight                           | Soumrak                          | Philip Sgriccia    | Gene F. O'Neill, Noreen V. Tobin, Alex Kurtzman a Roberto Orci           | 27. dubna 1998     | 27. února 1999  | V0323     |
| 80           | 21        | Top God                            | Nejvyšší bůh                     | Charles Siebert    | námět: Paul Robert Coyle scénář: Jerry Patrick Brown                     | 4. května 1998     | 20. března 1999 | V0325     |
| 81           | 22        | Reunions                           | Návraty                          | Charles Siebert    | Alex Kurtzman, Roberto Orci a Jerry Patrick Brown                        | 11. května 1998    | 21. března 1999 | V0326     |

### Pátá řada (1998–1999)
| Č. v seriálu | Č. v řadě | Původní název                        | Český název        | Režie             | Scénář                                                         | Premiéra v USA     | Premiéra v ČR     | Prod. kód |
| ------------ | --------- | ------------------------------------ | ------------------ | ----------------- | -------------------------------------------------------------- | ------------------ | ----------------- | --------- |
| 82           | 1         | Faith                                | Víra               | Michael Hurst     | Alex Kurtzman a Roberto Orci                                   | 28. září 1998      | 4. března 2000    | V0708     |
| 83           | 2         | Descent                              | Sestup do podsvětí | Richard Compton   | Lisa Klink                                                     | 5. října 1998      | 11. března 2000   | V0704     |
| 84           | 3         | Resurrection                         |                    | Philip Sgriccia   | Alex Kurtzman a Roberto Orci                                   | 12. října 1998     | 18. března 2000   | V0703     |
| 85           | 4         | Genies and Grecians and Geeks, Oh My |                    | John Cameron      | Paul Robert Coyle                                              | 19. října 1998     | 25. března 2000   | V0711     |
| 86           | 5         | Render Unto Caesar                   |                    | John Laing        | Gene F. O'Neill a Noreen V. Tobin                              | 26. října 1998     | 1. dubna 2000     | V0706     |
| 87           | 6         | Norse by Norsevest                   |                    | John Laing        | námět: Paul Robert Coyle scénář: Gerry Conway                  | 2. listopadu 1998  | 8. dubna 2000     | V0707     |
| 88           | 7         | Somewhere Over the Rainbow Bridge    |                    | Michael Hurst     | Gerry Conway                                                   | 9. listopadu 1998  | 15. dubna 2000    | V0710     |
| 89           | 8         | Darkness Rising                      |                    | Chris Long        | Lisa Klink                                                     | 16. listopadu 1998 | 22. dubna 2000    | V0709     |
| 90           | 9         | For Those of You Just Joining Us     |                    | Bruce Campbell    | Alex Kurtzman a Roberto Orci                                   | 4. ledna 1999      | 29. dubna 2000    | V0712     |
| 91           | 10        | Let There Be Light                   | Budiž světlo       | Robert Radler     | Gene F. O'Neill a Noreen V. Tobin                              | 11. ledna 1999     | 6. května 2000    | V0713     |
| 92           | 11        | Redemption                           | Spása              | Bruce Campbell    | Lisa Klink                                                     | 18. ledna 1999     | 13. května 2000   | V0714     |
| 93           | 12        | Sky High                             |                    | John Laing        | Paul Robert Coyle                                              | 25. ledna 1999     | 20. května 2000   | V0718     |
| 94           | 13        | Stranger and Stranger                | Cizinec a cizinec  | Bruce Campbell    | námět: Paul Robert Coyle scénář: Gerry Conway                  | 1. února 1999      | 27. května 2000   | V0716     |
| 95           | 14        | Just Passing Through                 | Jenom procházím    | Charles Siebert   | Gene F. O'Neill a Noreen V. Tobin                              | 8. února 1999      | 3. června 2000    | V0702     |
| 96           | 15        | Greece Is Burning                    | Řecko v plamenech  | Michael Hurst     | Andrew Landis a Julia Swift                                    | 15. února 1999     | 10. června 2000   | V0715     |
| 97           | 16        | We'll Always Have Cyprus             |                    | Garth Maxwell     | námět: Stephanie C. Meyer scénář: Alex Kurtzman a Roberto Orci | 22. února 1999     | 17. června 2000   | V0721     |
| 98           | 17        | The Academy                          | Akademie           | Charlie Haskell   | Paul Robert Coyle                                              | 15. března 1999    | 24. června 2000   | V0724     |
| 99           | 18        | Love on the Rocks                    | Čistá láska        | Rick Jacobson     | Kevin Maynard                                                  | 19. dubna 1999     | 1. července 2000  | V0720     |
| 100          | 19        | Once Upon a Future King              |                    | Mark Beesley      | Gene F. O'Neill a Noreen V. Tobin                              | 26. dubna 1999     | 8. července 2000  | V0722     |
| 101          | 20        | Fade Out                             |                    | Charles Siebert   | Gerry Conway                                                   | 3. května 1999     | 15. července 2000 | V0723     |
| 102          | 21        | My Best Girl's Wedding               |                    | Andrew Merrifield | Gerry Conway                                                   | 10. května 1999    | 22. července 2000 | V0727     |
| 103          | 22        | Revelations                          |                    | Bruce Campbell    | Tom O'Neill a George Strayton                                  | 17. května 1999    | 29. července 2000 | V0726     |

### Šestá řada (1999)
| Č. v seriálu | Č. v řadě | Původní název              | Český název                | Režie           | Scénář                       | Premiéra v USA     | Premiéra v ČR  | Prod. kód |
| ------------ | --------- | -------------------------- | -------------------------- | --------------- | ---------------------------- | ------------------ | -------------- | --------- |
| 104          | 1         | Be Deviled                 | Posedlý                    | Mark Beesley    | Paul Robert Coyle            | 27. září 1999      | 21. ledna 2001 | V1102     |
| 105          | 2         | Love, Amazon Style         | Láska ve stylu Amazonek    | David Grossman  | Adam Armus a Kay Foster      | 4. října 1999      | 27. ledna 2001 | V1106     |
| 106          | 3         | Rebel with a Cause         | Rebel s příčinou           | Garth Maxwell   | Lisa Klink                   | 11. října 1999     | 28. ledna 2001 | V1104     |
| 107          | 4         | Darkness Visible           | Viditelné temno            | Philip Sgriccia | Phyllis Strong               | 18. října 1999     | 3. února 2001  | V1101     |
| 108          | 5         | Hercules, Tramps & Thieves | Herkules, tuláci a zloději | Charles Siebert | Liz Friedman a Vanessa Place | 1. listopadu 1999  | 4. února 2001  | V1105     |
| 109          | 6         | City of the Dead           | Město mrtvých              | Chris Long      | Tom ONeill a George Strayton | 8. listopadu 1999  | 10. února 2001 | V1108     |
| 110          | 7         | A Wicked Good Time         | Ošklivá zábava             | Adam Nimoy      | Liz Friedman a Vanessa Place | 15. listopadu 1999 | 11. února 2001 | V1107     |
| 111          | 8         | Full Circle                | Celý kruh                  | Bruce Campbell  | Alex Kurtzman a Roberto Orci | 22. listopadu 1999 | 17. února 2001 | V1103     |